# Windows
Windows (с англ. — «окна», сокр. Win) — группа семейств коммерческих проприетарных операционных систем корпорации Microsoft, ориентированных на управление с помощью графического интерфейса. MS-DOS является прародителем Windows. Каждое семейство обслуживает определённый сектор компьютерной индустрии. Активные семейства Windows включают Windows NT и Windows IoT; они могут включать подсемейства (например, Windows Server или Windows Embedded Compact). Неподдерживаемые – Windows 9x, Windows Mobile и Windows Phone. Изначально Windows была графической программой-надстройкой для распространённой в 1980-х, 1990-х годах на операционной системе MS-DOS. Согласно данным ресурса Statcounter, по состоянию на декабрь 2024 года под управлением операционных систем семейства Windows работает около 88 % персональных компьютеров. Windows работает на PC-совместимых архитектурах с процессорами x86, x86-64, а также на архитектуре ARM. Существовали также версии для DEC Alpha, MIPS, IA-64, PowerPC и SPARC.
Последней на данный момент операционной системой Microsoft является Windows 11, представленная 24 июня 2021 года и выпущенная 5 октября того же года.

## Хронология версий
| Таблица версий Windows              | Таблица версий Windows | Таблица версий Windows | Таблица версий Windows | Таблица версий Windows     | Таблица версий Windows     | Таблица версий Windows | Таблица версий Windows | Таблица версий Windows |
| Название                            | Последняя версия       | Дата общедоступности   | Кодовое название       | Дата прекращения поддержки | Дата прекращения поддержки | Последняя версия       | Последняя версия       | Последняя версия       |
| Название                            | Последняя версия       | Дата общедоступности   | Кодовое название       | Основная                   | Расширенная                | IE                     | DirectX                | Edge                   |
| ----------------------------------- | ---------------------- | ---------------------- | ---------------------- | -------------------------- | -------------------------- | ---------------------- | ---------------------- | ---------------------- |
| Windows 1.0                         | 1.04                   | 20 ноября 1985         | Interface Manager      | 31 декабря 2001            | 31 декабря 2001            | н/д                    | н/д                    | н/д                    |
| Windows 2.0                         | 2.03                   | 9 декабря 1987         | н/д                    | 31 декабря 2001            | 31 декабря 2001            | н/д                    | н/д                    | н/д                    |
| Windows 2.1                         | 2.11                   | 27 мая 1988            | н/д                    | 31 декабря 2001            | 31 декабря 2001            | н/д                    | н/д                    | н/д                    |
| Windows 3.0                         | 3.0                    | 22 мая 1990            | н/д                    | 31 декабря 2001            | 31 декабря 2001            | н/д                    | н/д                    | н/д                    |
| Windows 3.1                         | 3.1                    | 6 апреля 1992          | н/д                    | 31 декабря 2001            | 31 декабря 2001            | 5                      | н/д                    | н/д                    |
| Windows For Workgroups 3.1          | 3.1                    | Октябрь 1992           | Sparta, Winball        | 31 декабря 2001            | 31 декабря 2001            | 5                      | н/д                    | н/д                    |
| Windows NT 3.1                      | NT 3.1.528             | 27 июля, 1993          | н/д                    | 31 декабря 2001            | 31 декабря 2001            | 2                      | н/д                    | н/д                    |
| Windows For Workgroups 3.11         | 3.11                   | 11 августа, 1993       | Sparta, Winball        | 31 декабря 2001            | 31 декабря 2001            | 5                      | н/д                    | н/д                    |
| Windows 3.2                         | 3.2                    | 22 ноября 1993         | н/д                    | 31 декабря 2001            | 31 декабря 2001            | 5                      | н/д                    | н/д                    |
| Windows NT 3.5                      | NT 3.5.807             | 21 сентября 1994       | Daytona                | 31 декабря 2001            | 31 декабря 2001            | 3                      | н/д                    | н/д                    |
| Windows NT 3.51                     | NT 3.51.1057           | 30 мая 1995            | н/д                    | 31 декабря 2001            | 31 декабря 2001            | 5                      | н/д                    | н/д                    |
| Windows 95                          | 4.0.950                | 24 августа 1995        | Chicago, 4.0           | 31 декабря 2000            | 31 декабря 2001            | 5.5                    | 8.0a                   | н/д                    |
| Windows NT 4.0                      | NT 4.0.1381            | 31 июля 1996           | Cairo                  | 30 июня 2002               | 30 июня 2004               | 6                      | 3.0a                   | н/д                    |
| Windows 98                          | 4.10.1998              | 25 июня 1998           | Memphis, 97, 4.1       | 30 июня 2002               | 11 июля 2006               | 6                      | 9.0c                   | н/д                    |
| Windows 98 SE                       | 4.10.2222              | 5 мая 1999             | н/д                    | 30 июня 2002               | 11 июля 2006               | 6                      | 9.0c                   | н/д                    |
| Windows 2000                        | NT 5.0.2195            | 17 февраля 2000        | н/д                    | 30 июня 2005               | 13 июля 2010               | 6                      | 9.0c                   | н/д                    |
| Windows Me                          | 4.90.3000              | 14 сентября 2000       | Millennium, 4.9        | 31 декабря 2003            | 11 июля 2006               | 6                      | 9.0c                   | н/д                    |
| Windows XP                          | NT 5.1.2600            | 25 октября 2001        | Whistler               | 14 апреля 2009             | 8 апреля 2014              | 8                      | 9.0c                   | н/д                    |
| Windows XP 64-bit Edition           | NT 5.2.3790            | 28 марта 2003          | н/д                    | 14 апреля 2009             | 8 апреля 2014              | 8                      | 9.0c                   | н/д                    |
| Windows Server 2003                 | NT 5.2.3790            | 24 апреля 2003         | Whistler Server        | 13 июля 2010               | 14 июля 2015               | 8                      | 9.0c                   | н/д                    |
| Windows XP Professional x64 Edition | NT 5.2.3790            | 25 апреля 2005         | н/д                    | 14 апреля 2009             | 8 апреля 2014              | 8                      | 9.0c                   | н/д                    |
| Windows Fundamentals for Legacy PCs | NT 5.1.2600            | 8 июля 2006            | Eiger, Mönch           | 14 апреля 2009             | 8 апреля 2014              | 8                      | 9.0c                   | н/д                    |
| Windows Vista                       | NT 6.0.6003            | 30 января 2007         | Longhorn               | 10 апреля 2012             | 11 апреля 2017             | 9                      | 11                     | н/д                    |
| Windows Home Server                 | NT 5.2.4500            | 4 ноября 2007          | Quattro                | 8 января 2013              | 8 января 2013              | 8                      | 9.0c                   | н/д                    |
| Windows Server 2008                 | NT 6.0.6003            | 27 февраля 2008        | Longhorn Server        | 13 января 2015             | 14 января 2020             | 9                      | 11                     | н/д                    |
| Windows 7                           | NT 6.1.7601            | 22 октября 2009        | Windows 7              | 13 января 2015             | 14 января 2020             | 11                     | 11                     | 109                    |
| Windows Server 2008 R2              | NT 6.1.7601            | 22 октября 2009        | Windows Server 7       | 13 января 2015             | 14 января 2020             | 11                     | 11                     | 109                    |
| Windows Home Server 2011            | NT 6.1.8400            | 6 апреля 2011          | Vail                   | 12 апреля 2016             | 12 апреля 2016             | 11                     | 11                     | 109                    |
| Windows Server 2012                 | NT 6.2.9200            | 4 сентября 2012        | Server 8               | 9 октября 2018             | 10 октября 2023            | 11                     | 11.1                   | 109                    |
| Windows 8                           | NT 6.2.9200            | 26 октября 2012        | н/д                    | January 12, 2016           | January 12, 2016           | 10                     | 11.1                   | 109                    |
| Windows 8.1                         | NT 6.3.9600            | 17 октября 2013        | Blue                   | 9 января 2018              | 10 января 2023             | 11                     | 11.2                   | 109                    |
| Windows Server 2012 R2              | NT 6.3.9600            | 18 октября 2013        | Server Blue            | 9 октября 2018             | 10 октября 2023            | 11                     | 11.2                   | 109                    |
| Windows 10                          | NT 10.0.19045          | 29 июля 2015           | Разные                 | 14 октября 2025            | 14 октября 2025            | 11                     | 12                     | 135                    |
| Windows Server 2016                 | NT 10.0.14393          | 12 октября 2016        | н/д                    | 11 января 2022             | 12 января 2027             | 11                     | 12                     | 135                    |
| Windows Server 2019                 | NT 10.0.17763          | 2 октября 2018         | н/д                    | 9 января 2024              | 9 января, 2029             | 11                     | 12                     | 135                    |
| Windows Server 2022                 | NT 10.0.20348          | 18 августа 2021        | н/д                    | 13октября 2026             | 14 октября 2031            | 11                     | 12                     | 135                    |
| Windows 11                          | NT 10.0.26100          | 5 октября 2021         | Разные                 | 12 октября 2027            | 12 октября 2027            | н/д                    | 12                     | 135                    |
| Windows Server 2025                 | NT 10.0.26100          | 1 ноября 2024          | н/д                    | 9 октября 2029             | 10 октября 2034            | н/д                    | 12                     | 135                    |

## Графические интерфейсы и расширения для DOS

Логотип первых Windows

Первые версии Windows не были полными операционными системами, а являлись оболочками для операционных систем типа DOS и были по сути многофункциональным расширением, добавляющим поддержку новых режимов работы процессора, поддержку многозадачности, обеспечивали стандартизацию интерфейсов аппаратного обеспечения, обмен данными между приложениями и единообразие пользовательских интерфейсов программ. Для создания графического интерфейса использовались встроенные средства GDI и USER. Первые версии Windows состояли из трёх модулей — KERNEL, GDI и USER. Первый из них обеспечивал управление памятью, запуск исполняемых файлов и загрузку динамических библиотек DLL, второй отвечал за графику, третий — за окна. Они работали с процессорами, начиная с Intel 8086.
1. Windows 1.0[12] (1985)
2. Windows 2.0 (1987) — появилась возможность запуска DOS-приложений в графических окнах, причём каждому приложению предоставлялись полные 640 Кбайт памяти. Улучшена поддержка процессоров 80286. В версии 2.03 (2.0/386) появилась поддержка процессоров 80386[13][14][15].
3. Windows 2.1 (1988) — полная поддержка всех особенностей процессоров 80286 и 80386.
4. Windows 3.0 (1990) — улучшена поддержка процессоров 80386 и защищённого режима[16][17].
5. Windows 3.1 (1992) — серьёзная переработка Windows 3.0: устранены UAE (фатальные ошибки прикладных программ), добавлен механизм OLE, печать в режиме WYSIWYG («что видишь, то и получишь»), шрифты TrueType, изменён диспетчер файлов, добавлены мультимедийные функции. Прекращена поддержка процессора 8086 и реального режима[18].
6. Windows 3.2 (1994) — китайская версия Windows 3.1. Обновление было ограничено, поскольку оно исправляло только проблемы, связанные со сложной системой написания в китайском языке[19].
7. Windows for Workgroups 3.11 (1993) — Windows для рабочих групп, первая версия ОС семейства с поддержкой локальных сетей. В системе также испытывались отдельные усовершенствования ядра, позднее применённые в Windows 95. С этой версии прекращена поддержка процессора 80286 и стандартного режима.

## Семейство Windows 9x

Логотип первой системы семейства Windows 9x

Первая операционная система данного семейства — Windows 95 — была выпущена в 1995 году. Её отличительными особенностями являлись новый пользовательский интерфейс, поддержка длинных имён файлов, автоматическое определение и конфигурация периферийных устройств Plug and Play (с англ. — «Подключил и играй»), наличие поддержки TCP/IP прямо в системе, способность исполнять 32-битные приложения. Windows 95 использовала вытесняющую многозадачность и выполняла каждое 32-битное приложение в своём адресном пространстве.
К данному семейству относятся также Windows 98 и Windows Me.

Логотип второй системы семейства Windows 9x

Операционные системы этого семейства не являлись такими безопасными многопользовательскими системами, как Windows NT, поскольку из соображений совместимости вся подсистема пользовательского интерфейса и графики оставалась 16-битной и мало отличалась от той, что была в Windows 3.x. Так как этот код не был потокобезопасным, все вызовы в подсистему оборачивались в мьютекс по имени Win16Lock, который ещё и находился всегда в захваченном состоянии во время исполнения 16-битного приложения. Таким образом, «зависание» 16-битного приложения немедленно блокировало всю ОС. Но уже в 1999 году вышло второе исправленное издание.
Программный интерфейс был подмножеством Win32 API, поддерживаемым Windows NT, но имел поддержку Юникода в очень ограниченном объёме. Также в нём не было должного обеспечения безопасности (списки доступа к объектам и понятие «администратор»).
В составе Windows 95 присутствовала MS-DOS 7.0, однако её роль сводилась к обеспечению загрузки и исполнения 16-битных DOS-приложений. Исследователи заметили, что ядро Windows 95 — VMM — обращается к DOS под собой, но таких обращений довольно мало, главнейшая функция ядра DOS — файловая система FAT — не использовалась. В целом же интерфейс между VMM и нижележащей DOS никогда не публиковался, и DOS была замечена Эндрю Шульманом (книга «Недокументированный Windows 95») в наличии недокументированных вызовов только для поддержки VMM.

## Семейство Windows NT

Логотип Windows 2015–2021

Операционные системы этого семейства в настоящее время работают на процессорах с архитектурами x86, x86-64, ARM. Ранние версии (до 4.0 включительно) также поддерживали некоторые RISC-процессоры: Alpha, MIPS и PowerPC. Все операционные системы этого семейства являются полностью 32- или 64-битными и не нуждаются в MS-DOS даже для загрузки. Только в этом семействе представлены операционные системы для серверов. До версии Windows 2000 включительно они выпускались под тем же названием, что и аналогичная версия для рабочих станций, но с добавлением суффикса, например «Windows NT 4.0 Server» и «Windows 2000 Datacenter Server». Начиная с Windows Server 2003 серверные операционные системы называются добавлением суффикса «Server» и года выпуска.

Логотип Windows 2012–2015

1. Windows NT 3.1 (1993)
2. Windows NT 3.5 (1994)
3. Windows NT 3.51 (1995)
4. Windows NT 4.0 (1996)

Логотип Windows 2021–н.в.

5. Windows 2000 — Windows NT 5.0 (2000)
6. Windows XP[29][30][31][32] — Windows NT 5.1 (2001)
7. Windows XP 64-bit Edition — Windows NT 5.2 (2003)
8. Windows Server 2003 — Windows NT 5.2 (2003)
9. Windows XP Professional x64 Edition — Windows NT 5.2 (2005)
10. Windows Home Server — Windows NT 5.2 (2007)
11. Windows Vista — Windows NT 6.0 (2007)
12. Windows Server 2008 — Windows NT 6.0 (2008)
13. Windows Small Business Server — Windows NT 6.0 (2008)
14. Windows 7[33][34] — Windows NT 6.1 (2009)
15. Windows Server 2008 R2 — Windows NT 6.1 (2009)
16. Windows Home Server 2011 — Windows NT 6.1 (2011)
17. Windows 8[35][36][37][38][39][40] — Windows NT 6.2 (2012)
18. Windows Server 2012 — Windows NT 6.2 (2012)
19. Windows 8.1[41] — Windows NT 6.3 (2013)
20. Windows Server 2012 R2 — Windows NT 6.3 (2013)
21. Windows 10[42][43][44][45] — Windows NT 10.0 (2015)[46][47][48]
22. Windows Server 2016 — Windows NT 10.1 (2016)
23. Windows Server 2019 — Windows NT 10.2 (2019)
24. Windows 11 — Windows NT 10.0.22000 (2021)
25. Windows Server 2022 — Windows NT 10.3 (2021)

В основу семейства Windows NT положено разделение адресных пространств между процессами. Каждый процесс имеет возможность работать с выделенной ему памятью. Однако он не имеет прав для записи в память других процессов, драйверов и системного кода.
Семейство Windows NT относится к операционным системам с вытесняющей многозадачностью. Разделение процессорного времени между потоками происходит по принципу «карусели». Ядро операционной системы выделяет квант времени (в Windows 2000 равно примерно 20 мс) каждому из потоков по очереди при условии, что все потоки имеют одинаковый приоритет. Поток может отказаться от выделенного ему кванта времени. В этом случае система перехватывает у него управление (даже если выделенный квант времени не закончен) и передаёт управление другому потоку. При передаче управления другому потоку система сохраняет состояние всех регистров процессора в особой структуре в оперативной памяти. Эта структура называется переключением потоков. Сохранения контекста потока достаточно для последующего возобновления его работы.

## Семейство Windows Plus
Коммерческий продукт, дополняющий возможности Microsoft Windows. Последней редакцией была Plus! SuperPack, которая включала в себя заставки, темы, игры и мультимедийные приложения. Microsoft Plus! впервые был анонсирован 31 января 1994 года под кодовым названием Frosting.

## Семейство ОС длясмартфонов

Логотип Windows Phone

Это семейство операционных систем реального времени было специально разработано для мобильных устройств. Поддерживаются процессоры ARM, MIPS, SuperH и x86. В отличие от остальных операционных систем Windows, операционные системы этого семейства продаются только в составе готовых устройств, таких как смартфоны, карманные компьютеры, GPS-навигаторы, MP3-проигрыватели и другие. В настоящее время под термином «Windows CE» понимают только ядро операционной системы. Например, Windows Mobile 5.0 включает в себя ядро Windows CE 5.0.
В настоящее время Windows Phone и Windows 10 Mobile неактуальны в связи с тем, что Windows Phone и Windows 10 Mobile уступили популярность Android и iOS.
- Windows CE
- Windows Mobile
- Windows Phone
- Windows 10 Mobile

## Семейство встраиваемых ОС Windows Embedded
Windows Embedded — семейство операционных систем реального времени, которое было специально разработано для применения в различных встраиваемых системах. Ядро системы имеет общее с семейством ОС Windows CE и поддерживает процессоры ARM, MIPS, SuperH и x86.
Windows Embedded включает дополнительные функции по встраиванию, среди которых фильтр защиты от записи (EWF и FBWF), загрузка с флеш-памяти, CD-ROM, сети, использование собственной оболочки системы и т. п.
В отличие от операционных систем Windows, операционные системы этого семейства продаются только в составе готовых устройств, таких как банкоматы, медицинские приборы, навигационное оборудование, «тонкие» клиенты, VoIP-терминалы, медиапроигрыватели, цифровые рамки (альбомы), кассовые терминалы, платёжные терминалы, роботы, игровые автоматы, музыкальные автоматы и другие.
В настоящее время выпускаются следующие варианты ОС Windows Embedded:
- Windows Embedded CE,
- Windows Embedded Standard,
- Windows Embedded POSReady,
- Windows Embedded Enterprise,
- Windows Embedded NavReady,
- Windows Embedded Server.

## Семейство Windows Server

Логотип Windows server 2008

Windows Server — это семейство серверных систем. Это семейство используется для серверных компьютеров и ноутбуков. В настоящее время используются следующие варианты ОС Windows Server.

Логотип Windows Server 2022

- Windows Server 2003
- Windows Server 2003 R2
- Windows Home Server 2007
- Windows Server 2008
- Windows Server 2008 R2
- Windows Home Server 2011
- Windows Server 2012
- Windows Server 2012 R2
- Windows Server 2016
- Windows Server 2019
- Windows Server 2022
- Windows Server 2025

## Интегрированные программные продукты
Пакет Windows включает в себя «стандартные» приложения, такие как браузер (Internet Explorer и Microsoft Edge), почтовый клиент (Outlook Express или Почта Windows), музыкальный и видеопроигрыватель (Windows Media). С помощью технологий COM и OLE их компоненты могут быть использованы в приложениях сторонних производителей. Эти продукты бесплатны и могут быть свободно скачаны с официального сайта Microsoft, однако для установки некоторых из них необходимо иметь лицензионную версию Windows (верно только для ранних версий до Windows, начиная с Windows 98 является неотъемлемой частью системы). Запуск этих программ под другими операционными системами возможен только с помощью эмуляторов среды Windows (Wine).
Вокруг факта включения таких «стандартных» продуктов в системе Windows разгорается много дискуссий и юридических споров, по мнению сторонних разработчиков ведёт к отсутствию конкуренции и создаёт препятствия для распространения конкурирующих продуктов, они же часто ставят под сомнение качество браузера Internet Explorer, объясняя его популярность вхождением в пакет Windows и плохой осведомленностью пользователей о наличии альтернатив.
В 1997 году компания Sun Microsystems (ныне принадлежит Oracle) подала в суд на компанию за нарушение лицензии на использование технологий Java. В 2001 году Microsoft выплатила штраф и исключила несовместимую с лицензированной виртуальную машину Java из состава своих продуктов.

## Распространённость
По данным компании Net Applications, на июнь 2021 года рыночная доля Windows составила 91 % . По другим данным, рыночная доля Windows немного меньше. Ее падение связано, в первую очередь, с тенденцией к сокращению продаж ПК в мире, а также с увеличением доли ОС конкурентов — macOS и Linux. Среди различных версий Windows по данным StatCounter на октябрь 2024 года наиболее популярна Windows 10  (60,97%).
|            | «Net Market Share», июнь 2011 | «GoStats.ru», август 2014 | «Net Market Share», август 2014 | «GoStats.ru», август 2015 | «Net Market Share», февраль 2016 | «GoStats.ru», февраль 2016 | «Net Applications», апрель 2016 | «StatCounter», апрель 2016 | «StatCounter», ноябрь 2017 | «StatCounter», Март 2019 | «StatCounter», Декабрь 2020 | «StatCounter», Июнь 2022 | «StatCounter», Март 2023 | «StatCounter», октябрь 2024 |
| Все версии | 93,32 %                       | 73,55 %                   | 91,68 %                         | 84,76 %                   | 88,66 %                          | 90,1 %                     | 88,77 %                         | 83,29 %                    | 76.5 %                     | 74.21 %                  | 77.1 %                      | 75.5 %                   | 74.14 %                  | 73.41%                      |
| Windows 11 | 0 %                           | 0 %                       | 0 %                             | 0 %                       | 0 %                              | 0 %                        | 0 %                             | 0 %                        | 0 %                        | 0 %                      | 0 %                         | 10.96 %                  | 18.13 %                  | 35.55%                      |
| Windows 10 | 0 %                           | 0 %                       | 0 %                             | 2,87 %                    | 12,82 %                          | 29,66 %                    | 15,34 %                         | 18,88 %                    | 40.95 %                    | 54.78 %                  | 75.96 %                     | 71.76 %                  | 68.75 %                  | 60.97%                      |
| Windows 8  | 0 %                           | 1,91 %                    | 12,48 %                         | 33,67 %                   | 12,26 %                          | 20,76 %                    | 13,04 %                         | 13,37 %                    | 9.03 %                     | 6.55 %                   | 3.98 %                      | 3.07 %                   | 2.31 %                   | 0.31%                       |
| Windows 7  | 28,68 %                       | 53,92 %                   | 51,22 %                         | 40,63 %                   | 52,34 %                          | 32,07 %                    | 47,82 %                         | 43,95 %                    | 42.67 %                    | 33.89 %                  | 17.68 %                     | 13.06 %                  | 9.62 %                   | 2.62%                       |
| Windows XP | 54,04 %                       | 13,57 %                   | 23,89 %                         | 6,55 %                    | 11,24 %                          | 7,42 %                     | 10,63 %                         | 7,09 %                     | 3.89 %                     | 1.97 %                   | 0.79 %                      | 0.4 %                    | 0.4 %                    | 0.28%                       |